# 玛尔塔·穆鲁
玛尔塔·穆鲁（義大利語：Marta Murru，2000年4月28日—），意大利女子花样游泳运动员，2022年世界游泳锦标赛焦点自选银牌得主、自由组合和集体技术自选铜牌得主。